# آلن ستيل
آلن ستيل (بالإنجليزية: Allan Steele)‏ هو ممثل أمريكي، ولد في 30 ديسمبر 1966 في الولايات المتحدة.

## أعمال

### أفلام
- (2010) الأيام الثلاثة القادمة

## وصلات خارجية
- آلن ستيل على موقع IMDb (الإنجليزية)
- آلن ستيل على موقع قاعدة بيانات الفيلم (الإنجليزية)